# New York Giants 2022
La stagione 2022 dei New York Giants è stata la 98ª della franchigia nella National Football League e la prima con Brian Daboll come capo-allenatore.
La squadra vinse entrambe le prime due partite per la prima volta dal 2016 ed ebbe la sua miglior partenza dal 2008. Con una vittoria nel sesto turno sui Baltimore Ravens la squadra migliorò già il suo record della stagione precedente. Con una vittoria sui Washington Commanders nella settimana 15 si assicurarono la prima stagione con un record non negativo dal 2016 e per la prima volta dal 2009 non ebbero mai un record negativo in nessun momento della stagione. La settimana successiva con una vittoria sugli Indianapolis Colts centrarono i primi playoff dal 2016. Chiusero con un bilancio di 9–7–1.
Come sesta testa di serie della NFC, i Giants batterono i Minnesota Vikings 31–24 nel turno delle wild card, conquistando la loro prima vittoria nei playoff dal Super Bowl XLVI nel 2011. La stagione del club si chiuse la settimana successiva perdendo per 38–7 contro i rivali di division degli Eagles, futuri campioni della NFC.

## Scelte nel Draft 2022
| Scelte dei Giants nel Draft 2022 |        |                   |       |                 |
| Giro                             | Scelta | Giocatore         | Ruolo | College         |
| 1                                | 5      | Kayvon Thibodeaux | DE    | Oregon          |
| 1                                | 7      | Evan Neal         | OT    | Alabama         |
| 2                                | 43     | Wan'Dale Robinson | WR    | Kentucky        |
| 3                                | 67     | Joshua Ezeudu     | OG    | North Carolina  |
| 3                                | 81     | Cordale Flott     | CB    | LSU             |
| 4                                | 112    | Daniel Bellinger  | TE    | San Diego State |
| 4                                | 114    | Dane Belton       | S     | Iowa            |
| 5                                | 146    | Micah McFadden    | LB    | Indiana         |
| 5                                | 147    | D.J. Davidson     | DT    | Arizona State   |
| 5                                | 173    | Marcus McKethan   | OG    | North Carolina  |
| 6                                | 182    | Darrian Beavers   | LB    | Cincinnati      |

## Staff
| Staff dei New York Giants nel 2022 |
| --- |
| Organi dirigenziali - Presidente/CEO – John Mara - Chairman/vice presidente esecutivo – Steve Tisch - Vice presidente senior & general manager – Joe Schoen - Assistente general manager – Brandon Brown - Vice presidente senior delle operazioni del football & strategia – Kevin Abrams - Vice presidente senior del personale dei giocatori – Chris Mara - Direttore del personale dei giocatori – Tim McDonnell - Direttore degli osservatori del college – Chris Pettit - Direttore delle operazioni del football – Ed Triggs - Director of coaching operations – Laura Young - Dirigente del personale senior – Kyle O'Brien Capo allenatore - Capo-allenatore – Brian Daboll Altri allenatori - Preparatore atletico – Craig Fitzgerald - Assistente p.a. – Drew Wilson - Performance manager/assistente p.a. – Sam Coad Allenatori dell'attacco - Coordinatore offensivo – Mike Kafka - Quarterback – Shea Tierney - Running back – DeAndre Smith - Wide receiver – Mike Groh - Tight end – Andy Bischoff - Offensive line – Bobby Johnson - Assistente offensive line – Tony Sparano Jr. - Assistente attacco – Christian Jones - Controllo qualità attacco – Angela Baker Allenatori della difesa - Coordinatore difensivo – Don Martindale - Defensive line – Andre Patterson - Assistente defensive line – Bryan Cox - Outside linebacker – Drew Wilkins - Inside linebacker – John Egorugwu - Defensive back – Jerome Henderson - Assistente defensive back – Michael Treier - Assistente difesa – Kevin Wilkins Allenatori dello special team - Coordinatore dello special team – Thomas McGaughey - Assistente special team – Anthony Blevins - Controllo qualità/Special team – Nick Williams |

## Roster
| Roster dei New York Giants nel 2022 |
| --- |
| Quarterback - 8 Daniel Jones - 2 Tyrod Taylor Running Back - 26 Saquon Barkley - 31 Matt Breida - 23 Gary Brightwell - 21 Antonio Williams Wide Receiver - 19 Kenny Golladay - 80 Richie James - 17 Wan'Dale Robinson - 3 Sterling Shepard - 13 David Sills - 86 Darius Slayton - 89 Kadarius Toney Tight End - 82 Daniel Bellinger - 88 Tanner Hudson - 85 Chris Myarick Offensive Linemen - 77 Jack Anderson G - 68 Ben Bredeson C - 75 Joshua Ezeudu G - 76 Jon Feliciano C - 64 Mark Glowinski G - 62 Devery Hamilton T - 73 Evan Neal T - -- Tyre Phillips G - 78 Andrew Thomas T Defensive Linemen - 98 D.J. Davidson NT - 71 Justin Ellis NT - 97 Dexter Lawrence NT - 55 Jihad Ward DE - 99 Leonard Williams DE - 93 Nicholas Williams DE Linebacker - 47 Cam Brown ILB - 59 Austin Calitro ILB - 52 Carter Coughlin ILB - 48 Tae Crowder ILB - 49 Tomon Fox OLB - 43 Micah McFadden ILB - 51 Azeez Ojulari OLB - 5 Kayvon Thibodeaux OLB - 53 Oshane Ximines OLB Defensive Back - 24 Dane Belton SS - 28 Cordale Flott CB - 30 Darnay Holmes CB - 22 Adoree' Jackson CB - 35 Justin Layne CB - 20 Julian Love SS - 36 Nick McCloud CB - 29 Xavier McKinney FS - 44 Jason Pinnock FS - 33 Aaron Robinson CB Special Team - 9 Graham Gano K - 17 Jamie Gillan P - 58 Casey Kreiter LS Lista delle riserve - 41 Darrian Beavers ILB (IR) - 65 Nick Gates C (PUP) - 15 Collin Johnson WR (IR) - 66 Shane Lemieux G (IR) - 60 Marcus McKethan G (IR) - 74 Matt Peart OT (PUP) - 94 Elerson Smith OLB (IR) - 25 Rodarius Williams CB (IR) Squadra di allenamento - 46 Austin Allen TE - 90 Ryder Anderson DE - 18 C.J. Board WR - 25 Jashaun Corbin RB - 70 Wyatt Davis G - 72 Max Garcia G - 38 Zyon Gilbert CB - 27 Harrison Hand CB - 79 Will Holden OT - 45 Tony Jefferson S - 96 Henry Mondeaux DE - -- Kalil Pimpleton WR - 95 Quincy Roche OLB - 39 Trenton Thompson SS - 12 Davis Webb QB - 57 Chuck Wiley OLB 53 attivi, 8 inattivi, 16 nella squadra di allenamento |
| Legenda - I rookie sono in corsivo. - Il primo ruolo è il principale mentre gli eventuali successivi indicano i ruoli secondari. - (IR) sta per Injured Reserve ed indica la lista ristretta per un solo giocatore infortunato che può tornare ad allenarsi dopo la settimana 6 e a rientrare in prima squadra dopo che questa ha giocato 8 partite. - (NF-Inj.) / (NF-Ill.) stanno rispettivamente per Non-Football Injured e Non-Football Illness ed indicano le liste dove viene inserito un giocatore che ha un infortunio o una malattia non dipendente dal football americano. - (PUP) sta per Physically Unable to Perform ed indica la lista dove viene inserito un giocatore mentre è in attesa di recuperare la condizione fisica. Nella stagione regolare dopo la sesta partita giocata dalla propria squadra, il giocatore ha tempo tre settimane per riprendere ad allenarsi, più tre settimane aggiuntive dal suo rientro agli allenamenti per rientrare in prima squadra. |

## Precampionato
Il 12 maggio 2022 sono state annunciate le partite dei Giants nel precampionato.
| Precampionato |                |                        |           |        |                  |         |
| Settimana     | Data           | Avversario             | Risultato | Record | Stadio           | Sintesi |
| 1             | 11 agosto 2022 | @ New England Patriots | V 23-21   | 1-0    | Gillette Stadium | Sintesi |
| 2             | 21 agosto 2022 | Cincinnati Bengals     | V 25-22   | 2-0    | MetLife Stadium  | Sintesi |
| 3             | 28 agosto 2022 | @ New York Jets        | S 27-31   | 2-1    | MetLife Stadium  | Sintesi |

## Stagione regolare

### Calendario
Il calendario della stagione regolare è stato annunciato il 12 maggio 2022. Il gruppo degli avversari, stabiliti sulla base delle rotazioni previste dalla NFL per gli accoppiamenti tra le division nonché dai piazzamenti ottenuti nella stagione precedente, fu giudicato come il 29º più duro da affrontare tra tutti quelli della stagione 2022.
| Stagione regolare |                   |                             |               |        |                           |         |
| Settimana         | Data              | Avversario                  | Risultato     | Record | Stadio                    | Sintesi |
| 1                 | 11 settembre 2022 | @ Tennessee Titans          | V 21-20       | 1-0    | Nissan Stadium            | Sintesi |
| 2                 | 18 settembre 2022 | Carolina Panthers           | V 19-16       | 2-0    | MetLife Stadium           | Sintesi |
| 3                 | 26 settembre 2022 | Dallas Cowboys (M)          | S 16-23       | 2-1    | MetLife Stadium           | Sintesi |
| 4                 | 2 ottobre 2022    | Chicago Bears               | V 20-12       | 3-1    | MetLife Stadium           | Sintesi |
| 5                 | 10 ottobre 2022   | @ Green Bay Packers (I)     | V 27-22       | 4-1    | Tottenham Hotspur Stadium | Sintesi |
| 6                 | 16 ottobre 2022   | Baltimore Ravens            | V 24-20       | 5-1    | MetLife Stadium           | Sintesi |
| 7                 | 23 ottobre 2022   | @ Jacksonville Jaguars      | V 23-17       | 6-1    | TIAA Bank Field           | Sintesi |
| 8                 | 30 ottobre 2022   | @ Seattle Seahawks          | S 13-27       | 6-2    | Lumen Field               | Sintesi |
| 9                 | Riposo            | Riposo                      | Riposo        | Riposo | Riposo                    | Riposo  |
| 10                | 13 novembre 2022  | Houston Texans              | V 24-16       | 7-2    | MetLife Stadium           | Sintesi |
| 11                | 20 novembre 2022  | Detroit Lions               | S 18-31       | 7-3    | MetLife Stadium           | Sintesi |
| 12                | 24 novembre 2022  | @ Dallas Cowboys (T)        | S 20-28       | 7-4    | AT&T Stadium              | Sintesi |
| 13                | 4 dicembre 2022   | Washington Commanders       | P 20-20 (DTS) | 7-4-1  | MetLife Stadium           | Sintesi |
| 14                | 11 dicembre 2022  | Philadelphia Eagles         | S 22-48       | 7-5-1  | MetLife Stadium           | Sintesi |
| 15                | 18 dicembre 2022  | @ Washington Commanders (S) | V 20-12       | 8-5-1  | FedEx Field               | Sintesi |
| 16                | 24 dicembre 2022  | @ Minnesota Vikings         | S 24-27       | 8-6-1  | U.S. Bank Stadium         | Sintesi |
| 17                | 1º gennaio 2023   | Indianapolis Colts          | V 38-10       | 9-6-1  | MetLife Stadium           | Sintesi |
| 18                | 8 gennaio 2023    | @ Philadelphia Eagles       | S 16-22       | 9-7-1  | Lincoln Financial Field   | Sintesi |

Note:
- Gli avversari della propria division sono in grassetto.
- Il simbolo "@" indica una partita giocata in trasferta.
- (M) indica il Monday Night Football, (T) il Thursday Night Football, (S) il Sunday Night Football e (I) le ´International Series.

## Play-off
Al termine della stagione regolare i Giants arrivarono terzi nella NFC East con un record di 9 vittorie, 7 sconfitte e 1 pareggio, qualificandosi ai play-off con il seed 6.
| Play-off   |                 |                           |           |        |                         |         |
| Turno      | Data            | Avversario (seed)         | Risultato | Record | Stadio                  | Sintesi |
| Wild Card  | 15 gennaio 2023 | @ Minnesota Vikings (3)   | V 31-24   | 1-0    | U.S. Bank Stadium       | Sintesi |
| Divisional | 21 gennaio 2023 | @ Philadelphia Eagles (1) | S 7-38    | 1-1    | Lincoln Financial Field | Sintesi |

## Premi
- Brian Daboll:

Allenatore dell'anno

### Premi settimanali e mensili
- Saquon Barkley:

giocatore offensivo della NFC della settimana 1
- Graham Gano:

giocatore degli special team della NFC della settimana 2
- Daniel Jones:

giocatore offensivo della NFC della settimana 7
- Kayvon Thibodeaux:

difensore della NFC della settimana 15